# Межин (Свентокшиське воєводство)
Межин (пол. Mierzyn) — село в Польщі, у гміні Сендзішув Єнджейовського повіту Свентокшиського воєводства.
Населення — 270 осіб (2011).
У 1975-1998 роках село належало до Келецького воєводства.

## Демографія
Демографічна структура на день 31 березня 2011 року:
|          | Загалом | Допрацездатний вік | Працездатний вік | Постпрацездатний вік |
| -------- | ------- | ------------------ | ---------------- | -------------------- |
| Чоловіки | 138     | 26                 | 94               | 18                   |
| Жінки    | 132     | 14                 | 75               | 43                   |
| Разом    | 270     | 40                 | 169              | 61                   |